# Phrynus asperatipes
Espèce
Phrynus asperatipes est une espèce d'amblypyges de la famille des Phrynidae.

## Distribution
Cette espèce est endémique de Basse-Californie du Sud au Mexique,.

## Description
La femelle décrite par Quintero en 1981 mesure 18 mm.
Les mâles mesurent de 13,5 à 17,8 mm.

## Publication originale
- Wood, 1863 : Descriptions of new species of North American Pedipalpi. Proceedings of the Academy of Natural Sciences in Philadelphia, vol. 1863, p. 107-112.